# Valeriy Gazzayev
Valeriy Georgievich Gazzayev ou Valeræ Georgiyy fyrt Gæzzaty - respectivamente, em russo, Валерий Георгиевич Газзаев e, em osseto, Валерæ Георгийы фырт Гæззаты (Ordzhonikidze - atual Vladikavkaz -, 7 de agosto de 1954) - é um ex-jogador e atualmente técnico de futebol russo de etnia osseta, medalhista olímpico nos Jogos Olímpicos de 1980.

## Carreira

### Como jogador
Iniciou a carreira em 1970, no Spartak Ordzhonikidze, saindo do clube em 1974 para o SKA Rostov e voltou ao clube no ano seguinte. Deixou novamente o Spartak em 1976 para jogar no Lokomotiv Moscou, permanecendo até 1978. O atacante jogaria por mais tempo pelo Dínamo de Moscou, de onde sairia em 1986 para encerrar a carreira no Dinamo Tbilisi, aos 32 anos.
Mais conhecido no Ocidente como Gazzaev ou Gazzayev, faria 8 jogos pela Seleção Soviética entre 1978 e 1980, marcando 4 gols. Pela equipe olímpica da URSS, faria outros 11 jogos e 2 gols, tendo conquistado o bronze nos Jogos de 1980, disputados em Moscou. 

### Como treinador
Gazzaev faria mais sucesso como técnico, carreira em que começou no ano de 1989, no Spartak Ordzhonikidze e depois no Dínamo de Moscou. Começaria a ter visibilidade ao levar o Spartak-Alania Vladikavkaz (como passara a se chamar o Spartak Ordzhonikidze) ao título no campeonato russo de 1995, que foi até 2002 a única edição não vencida pelo Spartak.
Gazzaev chegaria a treinar a Rússia entre 2002 a 2003, sendo técnico desde então do CSKA Moscou, onde conquistou três campeonatos russos (em 2003, 2005 e 2006) e uma Copa da UEFA na temporada 2004-2005 - ao bater o Sporting de Portugal por 3 gols a 1 em uma final já previamente marcada por sorteio realizado pela UEFA para o Estádio José Alvalade, em Lisboa - o título europeu mais importante conquistado por um clube russo. 
Anunciou sua saída do CSKA no início de 2008, tendo oficialmente desligado-se do ex-clube do Exército Vermelho ao final do ano, após levar a equipe em uma grande arrancada final no campeonato russo, onde ficou em segundo lugar. Pretendendo descansar após tantos anos na mesma função, o treinador encerrou um vitorioso ciclo de quatro anos à frente do CSKA. Em sua temporada de despedida, a equipe, bastante enfraquecida financeiramente desde o fim do patrocínio da Sibneft, conquistou a Copa da Rússia.
Porém, voltou à ativa já em 2009, no Dinamo de Kiev, onde permaneceu durante uma temporada antes de voltar ao Alania Vladikavkaz, desta vez como presidente. Retomou a carreira de técnico em 2013, acumulando a função com a presidência do clube.

## Vida pessoal
Dois parentes de Gazzayev também seguiram carreira no futebol: seu filho, Vladimir, também foi atacante (encerrou a carreira de jogador em 1998) e foi treinador do Alania em 2 períodos. Já o primo, Yuri, atuou por 22 anos e chegou a jogar no futebol francês, pelo Chamois Niortais.